# Raquel Güereca Torres
Eva Raquel Güereca Torres es una socióloga, investigadora y académica feminista mexicana. Su trabajo de investigación se centra en la epistemología y metodología feminista, violencias de género, educación, conocimiento y poder.

## Trayectoria
Es profesora investigadora del Departamento de Procesos Sociales la Universidad Autónoma Metropolitana, unidad Lerma, donde también coordina el área de Bienestar Universitario y Género, y es responsable del proyecto Género, ciencia y educación superior: de los actores a las políticas públicas. Además, es integrante de la Red de Ciencia, Tecnología y Género.
Como investigadora ha participado en distintos proyectos. Es responsable técnica del proyecto Paridad de Género en Educación Superior y Ciencia (2021-2022), de Inmujeres-Conacyt. Co-responsable de Entramados socioafectivos y laborales de la teleacademia emergente ante el COVID-19 en México: una lectura feminista, de la Universidad Iberoamericana de Puebla, UAM Lerma y Red Citeg. 
Es integrante del Proyecto Profesión e itinerarios académicos: voz y experiencia de académicas consolidadas y jóvenes de la FES Acatlán, Zaragoza y Cuautitlán y la UAM Azcapotzalco, Xochimilco y Lerma (enero 2019 - diciembre 2021).
Trabaja en la inclusión de la perspectiva de género en los planes de estudio de las universidades mexicanas.
En dos ocasiones, fue integrante para determinar la solicitud de Alerta de Violencia de Género contra las Mujeres en Sonora, coordinado por la Comisión Nacional para Prevenir y Erradicar la Violencia contra las Mujeres (Conavim), sin embargo, en 2019 renunció por irregularidades en el proceso y porque fue víctima de violencia institucional por parte de dicho organismo.
Ha escrito más de 20 artículos académicos y ha colaborado en diversas publicaciones de investigación, entre las que destacan: Lecturas críticas en investigación feminista (2016), y Entramados de la profesión académica y el género. Un estudio de caso en la FES Acatlán, UNAM (2017).

## Obra
- Mujeres, conocimiento y poder. Genealogía vindicativa en los medios de comunicación y las academias (2019).
- Guía para la investigación cualitativa: etnografía, estudio de caso e historia de vida (2016).[1]